# Runar Appelberg
Karl Runar Appelberg, född 26 februari 1889 i Kymmene, död 22 juli 1917 i Tuckum, Kurland, var en finländsk militär. Han var bror till Bertel Appelberg. 
Appelberg inledde 1907 studier i bland annat nationalekonomi och nordisk historia vid Helsingfors universitet, där han blev filosofie kandidat 1910 och filosofie magister 1914. Han blev e.o. amanuens vid Statistiska centralbyrån 1910, året därpå tillförordnad kurator för Nylands nation och ingick i den egenskapen julen 1914 i den studentdelegation som reste till Sverige för att utröna om svenskt stöd kunde uppbådas för självständighetssträvandena. 
Appelberg var en av de första som anslöt sig till jägarbataljonen i Lockstedt och var på grund av sina ledaregenskaper även en av de första som befordrades till plutonchef (Zugführer 1915), senare kompanichef (Oberzugführer 1916). Hans auktoritet och livserfarenhet gjorde honom till jägarnas andlige ledare. En lungsäcksinflammation som han ådrog sig i vinterstriderna vid floden Aa ledde dock till den tuberkulos som ändade hans liv i förtid.